# 哈伯極深空

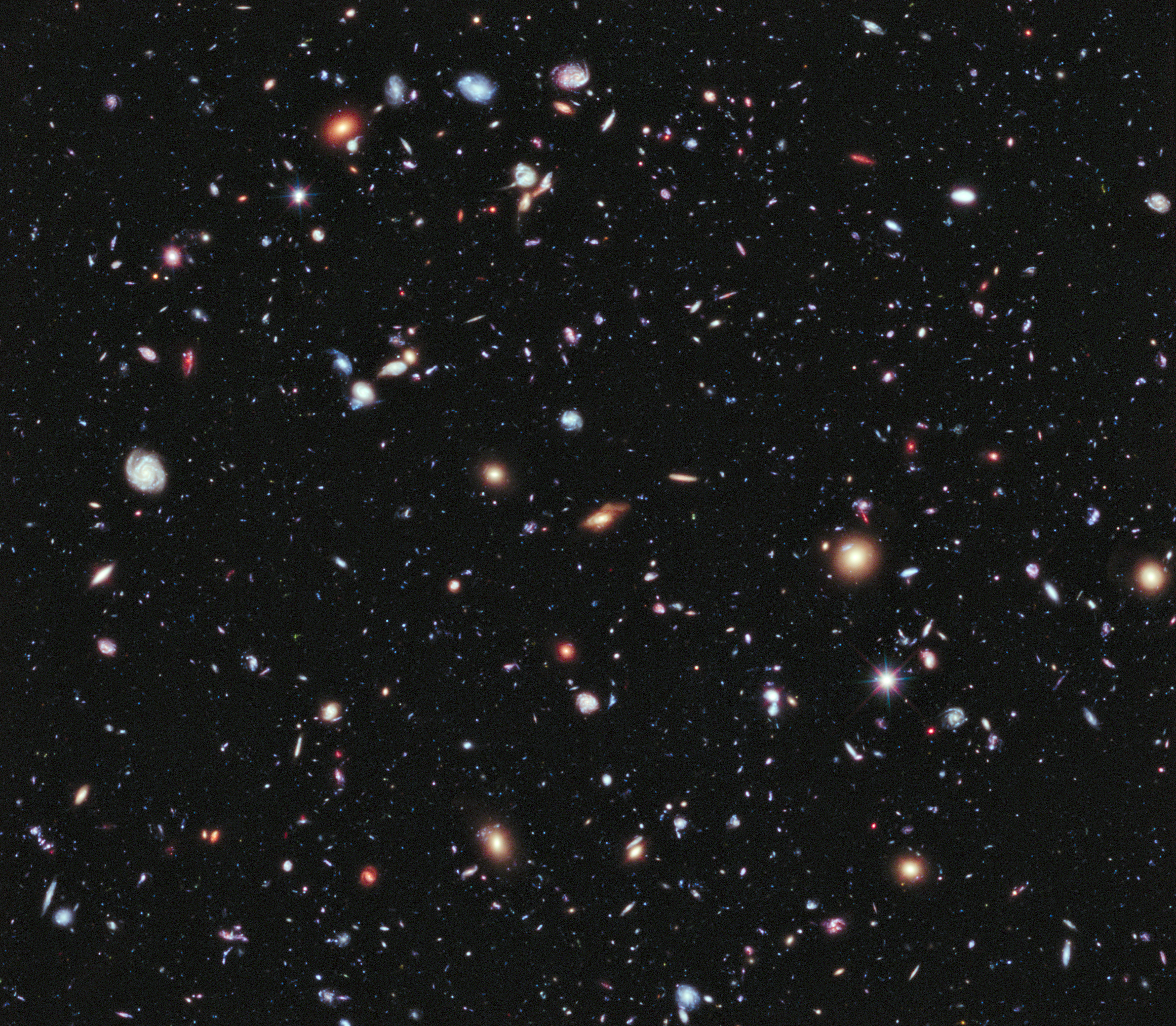
哈伯極深空

哈伯極深空（Hubble eXtreme Deep Field）是位於天爐座哈伯超深空影像中心的一個小區域，是目前可見光影像所見宇宙最遠處。

## 概要
哈伯極深空影像於2012年9月25日公布。這幅影像的拍攝集結了先前10年哈伯太空望遠鏡的影像，並且拍攝到了132億年前的星系。拍攝該影像的曝光時間達到200萬秒或大約23日。影像中最暗星系的光度甚至只有肉眼可分辨光度下限的一百億分之一。許多小型的年輕星系最終會變成大型星系，就像我們的銀河系和其他銀河系附近星系一樣。
哈伯極深空影像在哈伯太空望遠鏡於2003到2004年拍攝的影像中再增加了5500個宇宙最深處的星系影像。

## 極深空圖集

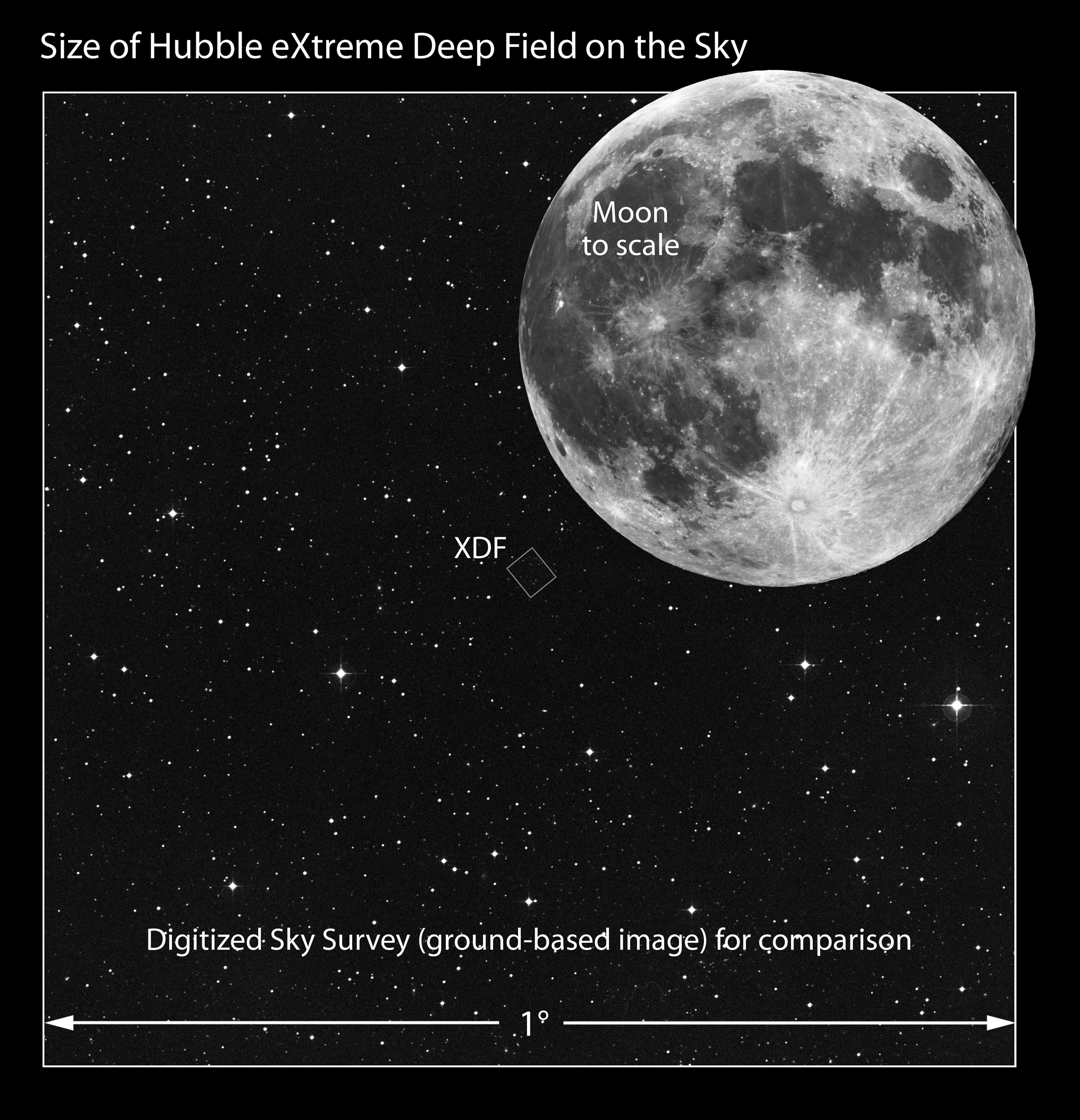
哈伯極深空影像在天球上面積和滿月比較，數千個各自有數十億顆恆星的星系位於一個小區域內。
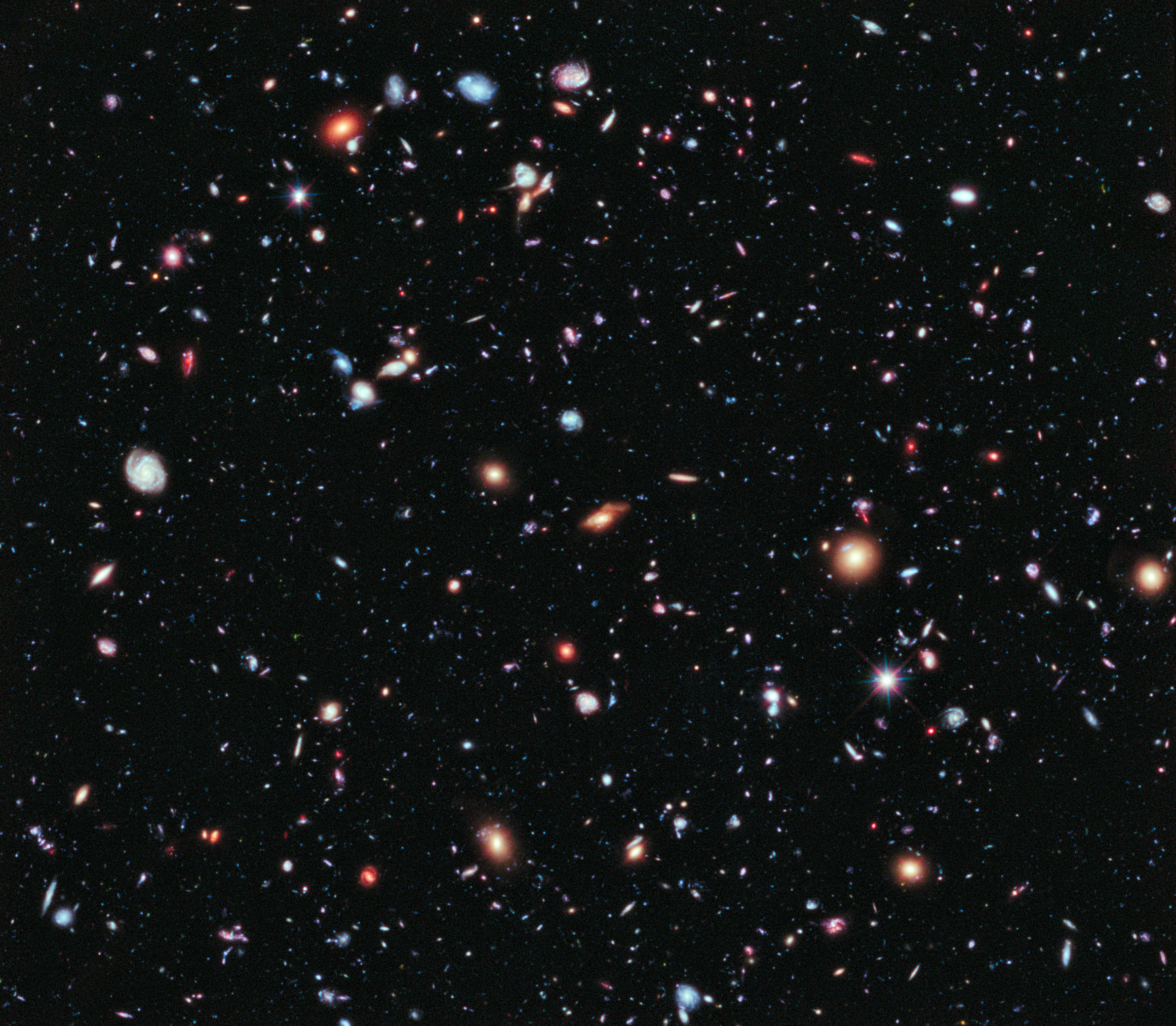
哈伯極深空影像中每個光點都是星系，部分星系距離達到了132億光年[1]，而整個宇宙可能有2000億個星系。
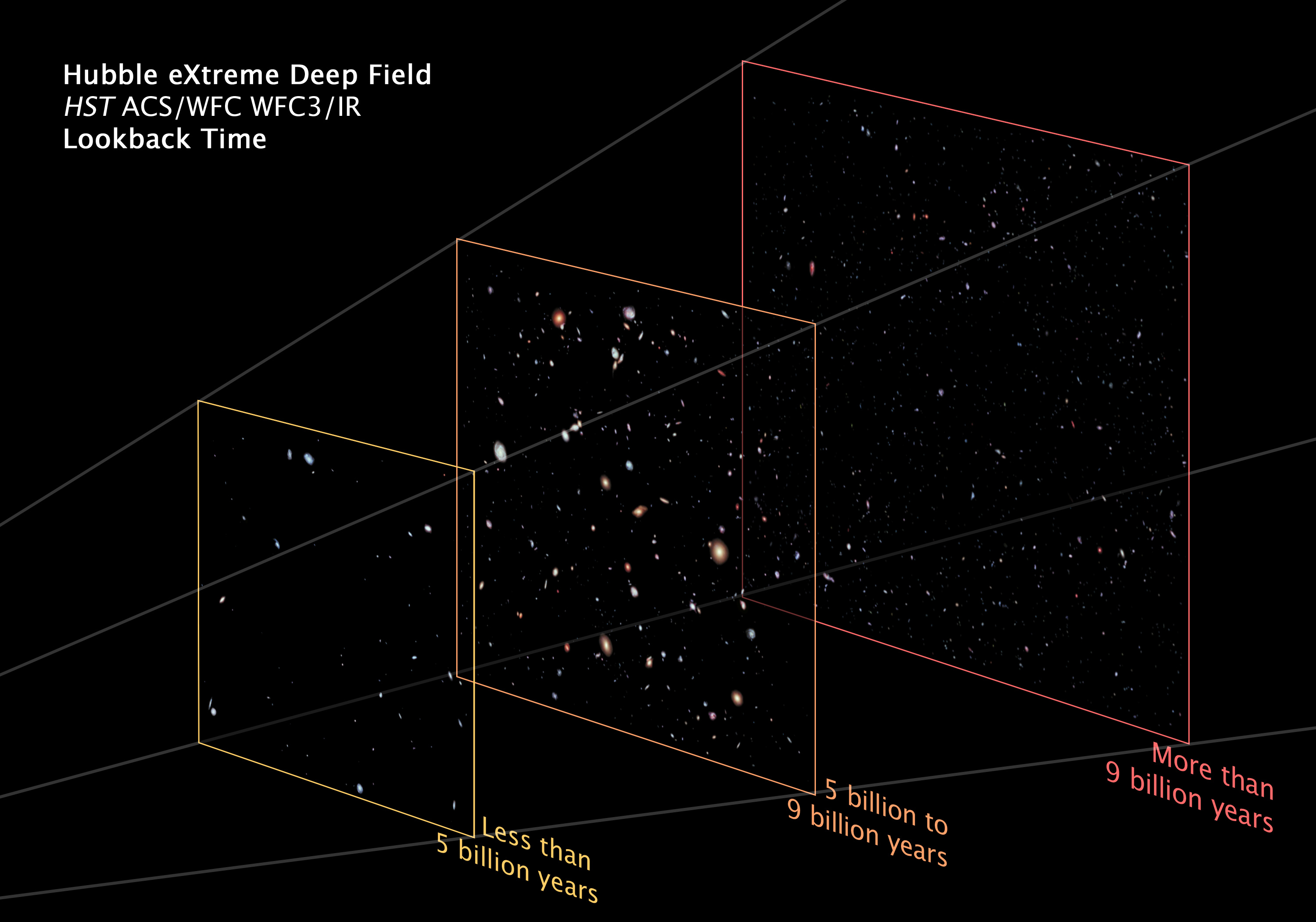
哈伯極深空影像中，已完整成型星系位於影像前景，接近完全成型星系則位於50到90億光年遠處，原星系距離地球則超過90億光年。

## 外部連結
- 國外最新天文研究 : 哈伯XDF極深空影像圖穿越時空看見4.5億歲星系[永久]－中研院天文網